# 後壁庄
後壁庄，為1920年~1945年間存在之行政區，轄屬台南州新營郡。今台南市後壁區。

## 街原名
原屬
- 下茄苳南堡之本協庄、烏樹林庄、安溪藔庄
- 下茄苳北堡之菁藔庄、崩埤庄、長短樹庄、竹圍後、新港東、下茄苳庄、上茄苳庄、土溝庄
- 白鬚公潭堡之白沙墩庄[1]

## 行政區劃
後壁庄轄域內分為本協、烏樹林、安溪寮、菁寮、崩埤、長短樹、竹圍後、新港東、下茄苳、上茄苳、土溝、白沙屯十二個大字。
- 新港東大字下有「茄苳子」、「新港東」
- 上茄苳大字下有「後壁寮」、「上茄苳」
- 安溪寮大字下有「頂寮」、「下寮」小字名[1]